# Caso Cláudia Simões
El Caso Cláudia Simões fue un caso de agresión, ocurrido el 19 de enero de 2020, en una parada de autobús en Amadora, en el que se vieron involucrados Cláudia Simões, pasajera luso-angolana, entonces de 47 años, y los agentes de la Polícia de Segurança Pública Carlos Canha, quien ya había terminado su turno pero seguía uniformado, y los agentes de servicio João Gouveia y Fernando Rodrigues.
El origen del incidente fue una discusión entre los pasajeros y el conductor del autobús 163 de la empresa Vimeca, debido a que la hija del pasajero, que en ese momento tenía 8 años, se había olvidado de su bono. Aunque Cláudia Simões llamó a su hijo para que llevara el bono de la niña a la parada de destino, una vez allí, el conductor decidió llamar a un policía que se encontraba en el lugar. La situación se tensó y derivó en ataques a Cláudia Simões y su detención, delante de sus hijos y el resto del pasaje.
Adnilson Barros, de 23 años, pasaba en su moto y vio gente parada, tomó su celular y lo filmó. “Vi a la señora con la panza hacia arriba y al oficial con la mano colgando. El oficial dijo que le estaba mordiendo y le respondí 'la estás asfixiando'. Tú eres la autoridad, no puedes hacer eso”.

## Juicio
A pesar de reconocer que Cláudia Simões fue detenida ilegalmente y atacada, el Ministerio Público (MP) la llevó a juicio como víctima y acusada, por haber mordido al oficial, presuntamente en defensa propia: "Si no le hubiera mordido el brazo, moría". La orden del MP indicó que el agente Carlos Canha y los otros dos imputados “actuaron en violación de sus  funciones” y que Cláudia Simões “fue detenida ilegalmente, esposada, agredida, insultada y llevada en un vehículo de la Policía de Seguridad Pública a la comisaría”; que “durante el trayecto hasta la comisaría, el agente Canha propinó a la auxiliar varios puñetazos en la cabeza y en el cuerpo»; y que “ninguno de los imputados que se encontraban en los asientos delanteros del vehículo hizo nada para detenerlo”.
El 8 de noviembre de 2023, durante el proceso judicial, Cláudia Simões, imputada y asistente en el proceso, prestó declaración durante casi dos horas y aseguró que mordió al policía porque temía por su vida. La pasajera contó que Carlos Canha luego la arrastró hasta la parada, le aplicó un estrangulamiento desnudo y luego la insultó y agredió en el trayecto en coche hasta la comisaría.

### Veredicto y sentencia
El 1 de julio de 2024, el Tribunal Judicial de Sintra condenó a Cláudia Simões por morder al oficial Carlos Canha, quien fue absuelto de los cargos de agresión durante el arresto de esta mujer, pero fue condenado por atacar a otras dos personas en la comisaría.
En la lectura de la sentencia, la jueza Catarina Pires impuso una pena de ocho meses de prisión a Cláudia Simões, por un delito  de lesiones con agravante, y condenó al agente Carlos Canha a tres años de prisión por dos delitos de lesiones con agravante y dos delitos de secuestro en relación con Quintino Gomes y Ricardo Botelho, que habían sido llevados a comisaría. Ambas condenas fueron suspendidas durante su ejecución.  
Otros dos agentes implicados en el caso, Fernando Rodrigues y João Gouveia, acusados de un delito de abuso de poder por no actuar para impedir las supuestas agresiones de su compañero Carlos Canha, fueron absueltos porque el tribunal consideró que los dos policías llamados al incidente de Amadora no habían actuado al margen de la ley en el ejercicio de sus funciones. 

## Reacciones

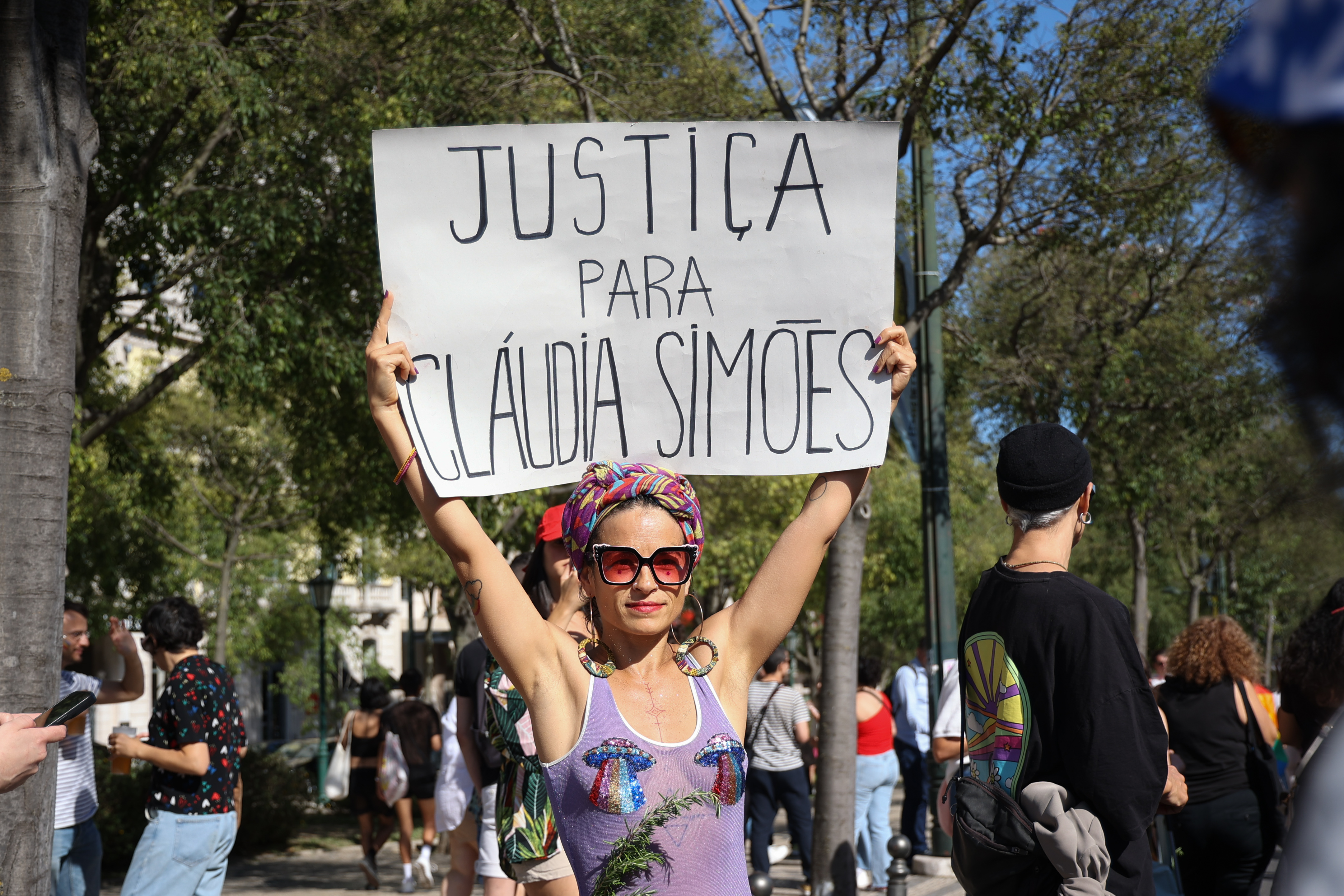
Cartel de apoyo a Cláudia Simões en la Marcha del Orgullo de Lisboa, el 6 de julio de 2024

Dos días después del suceso, el 21 de enero de 2020, SOS Racismo pidió que el agente Carlos Canha fuera suspendido de sus funciones inmediatamente, y también condenó el «uso desproporcionado de la fuerza contra ciudadanos racializados indefensos» y la «impunidad que ha permitido la perpetuación del abuso de la fuerza y el uso de la violencia por parte de miembros de las fuerzas de seguridad contra personas racializadas».  Además, SOS Racismo también criticó el hecho de que Cláudia Simões fuera citada a comparecer ante el tribunal y que se la hubiera constituido en acusada.
El 22 de enero de 2020, diputados del Bloque de Izquierda, entre ellos Beatriz Gomes Dias, siete diputados de las Juventudes Socialistas (PS) y la diputada de Livre, Joacine Katar Moreira, interrogaron al Ministerio de Interior (MAI) sobre la actuación de la policía en el caso. Entre las preguntas realizadas, cuestionaron si es habitual que la policía intervenga en conflictos relacionados con el impago de billetes de transporte de empresas públicas o privadas, qué medidas se toman para evitar el uso excesivo de la fuerza por parte de la policía, qué medidas tomó el MAI para determinar las causas del suceso y si ya se había iniciado una investigación, y qué medidas está tomando la policía para prevenir y combatir el racismo y la violencia por parte de las fuerzas policiales.
Ante estas cuestiones, el Sindicato Unificado de Policía de Seguridad Pública (SUPSP) sugirió que hubo una "orquestación" por parte de la defensa de Cláudia Simões y mostró fotografías de arañazos en las manos y brazos de Carlos Canha, agregando que esperaba que "los análisis sean todos negativos para enfermedades graves", en una publicación de Facebook que luego fue eliminada. Tras esta publicación, la Inspección General de Administración Interna (IGAI) abrió un procedimiento administrativo contra la SUPSP.
El 28 de enero de 2020, Ana Gomes, durante la celebración del quinto aniversario de la Asociación 100 Violencia - Observatório da Criança, criticó la actuación de un agente de la PSP en el caso de Cláudia Simões, afirmando que Carlos Canha es un «ejemplo negativo de lo que significa ser policía», recordando que la niña que estaba presente en el lugar de la agresión, la hija de Cláudia, «también tiene derechos, no es sólo víctima de malos tratos, sino de malos tratos psicológicos que pueden perdurar».
El 1 de febrero de 2020 se organizaron manifestaciones contra el racismo en Lisboa, Oporto y Coimbra, a raíz del caso de Cláudia Simões, pero en las que también se recordó a Giovani Rodrigues, un joven caboverdiano asesinado en Bragança el 21 de diciembre de 2019. Ese día, según SOS Racismo, entre 500 y 600 personas se manifestaron contra el racismo y la violencia policial y para exigir justicia para Cláudia Simões por la Avenida da Liberdade hacia Rossio, en Lisboa. La acción fue convocada por varios movimientos y asociaciones antirracistas, entre ellas SOS Racismo, el Instituto de las Mujeres Negras de Portugal, Brutalidad Policial, Conciencia Negra, Frente Antifascista y Djass - Asociación de Afrodescendientes. Estuvieron presentes representantes de la Asamblea de la República, entre ellos Beatriz Dias, del Bloco de Esquerda, Joacine Katar Moreira, de Livre, y Rita Rato, del PCP. También se recordaron los casos de Giovanni Rodrigues, joven caboverdiano asesinado en Bragança, en diciembre de 2019, y Alcindo Monteiro, asesinado en 1995 en Lisboa por un grupo de extrema derecha.
En abril de 2024, por invitación de Bia Ferreira, Cláudia fue uno de los personajes del vídeo musical de la canción A Conta Vai Chegar, del disco Faminta de la artista, junto a Ilda Vaz, líder de las batucadeiras Bandeirinhas Pan-Africanistas, de Casal da Boba, en Amadora.
El 10 de junio de 2024, el caso de Cláudia Simões fue recordado en una manifestación en Lisboa contra el racismo, organizada por más de 35 organizaciones. Además, también fueron recordados Alcindo Monteiro, Bruno Candé, Musso, Elson Sanches "Kuku", Nuno Manaças Rodrigues "Mc Snake", Carlos Reis, Wilson Neto, Luís Giovani Rodrigues, Ihor Homeniuk, António Pereira (Xuati), Gurpreet Singh, Ademir Araújo Moreno, así como otras seis personas que fueron agredidas y secuestradas en la comisaría de Alfragide en febrero de 2015.
En julio de 2024, en reacción a la condena de Cláudia Simões, el futbolista Francisco Geraldes, del Johor FC, Malasia, mostró una camiseta con la imagen de Cláudia durante un partido, que llevaba debajo de su equipo, en su homenaje. e incluso escribió un largo post en las redes sociales pidiendo justicia para Cláudia Simões.
Ese mismo mes, el 7 de julio de 2024, tras la condena de Cláudia Simões, unas 50 personas, en su mayoría mujeres negras, protestaron  en señal de solidaridad en Cais das Colunas, en Lisboa, vestidas de blanco y con los puños cerrados y en alto. Entre las asistentes se encontraban Célia Pires y Joacine Katar Moreira que pronunciaron los siguientes lemas, en inglés y portugués: "Este es un acto de solidaridad con una mujer negra, víctima de la violencia policial racista".
También sobre la condena de Cláudia Simões, Rita Pereira reaccionó con las siguientes palabras: "Si una madre blanca hubiera olvidado el abono de su hija de ocho años, ¿el conductor habría llamado a la policía? Y para aquellos que dicen: '¡Pero no se puede morder a un agente de policía!'. Y si te están haciendo un 'estrangulamiento trasero desnudo' y te estás muriendo (frente a tu hija de ocho años), ¿no tienes el instinto de defenderte para sobrevivir?.
Entre 2021 y 2024, varias figuras públicas criticaron en la prensa el ataque y la condena de Cláudia Simões, entre ellos Daniel Oliveira, Fernanda Câncio, Mariana Cabral, José Soeiro y João Marques Costa .